# Guillermo C. Rodríguez
Guillermo Ciro Rodríguez (Montevideo, 14 de octubre de 1889 - Montevideo, 25 de agosto de 1959) fue un pintor y grabador uruguayo.

## Biografía
Guillermo Ciro Rodríguez Pol nació en Montevideo en 1889, aunque otras fuentes señalan 1890 y 1898 como año de nacimiento. Sus padres fueron Guillermo P. Rodríguez y Sara Pol.
Comenzó sus estudios con Luis Queirolo Repetto y el pintor español Francisco Gutiérrez Rivera. En 1909 ingresó al Círculo de Bellas Artes (Montevideo) donde asistió a las clases de Carlos María Herrera, Pedro Blanes Viale, Pedro Figari y Milo Beretta.
Durante esa época pintó paisajes, escenas de campo, puertos y costas. Luego se independizaría y expresaría su propia versión de estos temas pictóricos. El 12 de noviembre de 1914 se inauguró la Asociación de Artistas Plásticos del Uruguay, de la que fue socio fundador y presidente.
En 1933 comienza a trabajar el grabado, realizando más de 200 obras que incluyen retratos, paisajes de campo y episodios históricos.

## Obras
- Éxodo del Pueblo Oriental (1930)
- Óleo nocturno (1952)

## Premios
- Primer Premio. Salón de Otoño de Montevideo (1929)
- Salón de Bellas Artes (1937)
- Salón de Bellas Artes (1939)
- Salón de Bellas Artes (1942)
- Salón de Bellas Artes (1947)
- Salón de Bellas Artes (1949)
- Salón de Bellas Artes (1950)[3]
- Premio Figari (1952) (medalla de bronce)